# 指月录
指月录，又称水月斋指月录，佛教禅宗著名典籍，明瞿汝稷集。全书共三十二卷，集录自过去七佛至宋大慧宗杲共六百五十人的言行传略而成。
后又有清聂先撰《续指月录》一书二十卷。